# Takeshi Kawaharazuka
Takeshi Kawaharazuka (河原塚 毅?, Kawaharazuka Takeshi; Prefettura di Saitama, 1º febbraio 1975) è un ex calciatore giapponese, di ruolo attaccante.

## Carriera
È stato convocato dalla Nazionale di beach soccer del Giappone per i Mondiali del 2005, 2006, 2008, 2009, 2011 e 2013.